# ATP Finals 2018
ATP Finals 2018, známý také jako Turnaj mistrů 2018 či se jménem sponzora Nitto ATP Finals 2018, představoval závěrečný tenisový turnaj mužské profesionální sezóny 2018 pro osm nejvýše postavených mužů ve dvouhře a osm nejlepších párů ve čtyřhře na žebříčku ATP Race v pondělním vydání po skončení posledního turnaje okruhu ATP World Tour před Turnajem mistrů, tj. Paris Masters, pokud se podle pravidel účastníci nekvalifikovali jiným způsobem.
Turnaj se odehrával ve dnech 11. až 18. listopadu 2018, podesáté v britském hlavním městě Londýně. Dějištěm konání byla multifunkční O2 Arena, s instalovaným dvorcem s tvrdým povrchem. Celková dotace i prize money činily 8 500 000 amerických dolarů. Hlavním sponzorem se podruhé stala japonská společnost Nitto Denko.
Obhájcem titulu ve dvouhře byl bulharský hráč Grigor Dimitrov, který se na turnaj nekvalifikoval. Desátý singlový titul na okruhu ATP Tour vybojoval Němec Alexander Zverev, který se ve 21 letech a 6 měsících stal třetím nejmladším vítězem turnaje i třetím německým šampionem po Beckerovi a Stichovi.
V deblové části byli dvojnásobnými obhájci Henri Kontinen s Johnem Peersem, kteří plnili roli náhradníků a v základní skupině odehráli jedno utkání. Třetí společnou trofej ze čtyřher turnajů ATP si odvezli Američané Mike Bryan a Jack Sock, kteří ve finále odvrátili jeden mečbol. 40letý Bryan se stal nejstarším šampionem Turnaje mistrů. Připsal si tak pátý titul, jímž navázal na vítězství z let 2003, 2004, 2009 a 2014.

## Turnaj

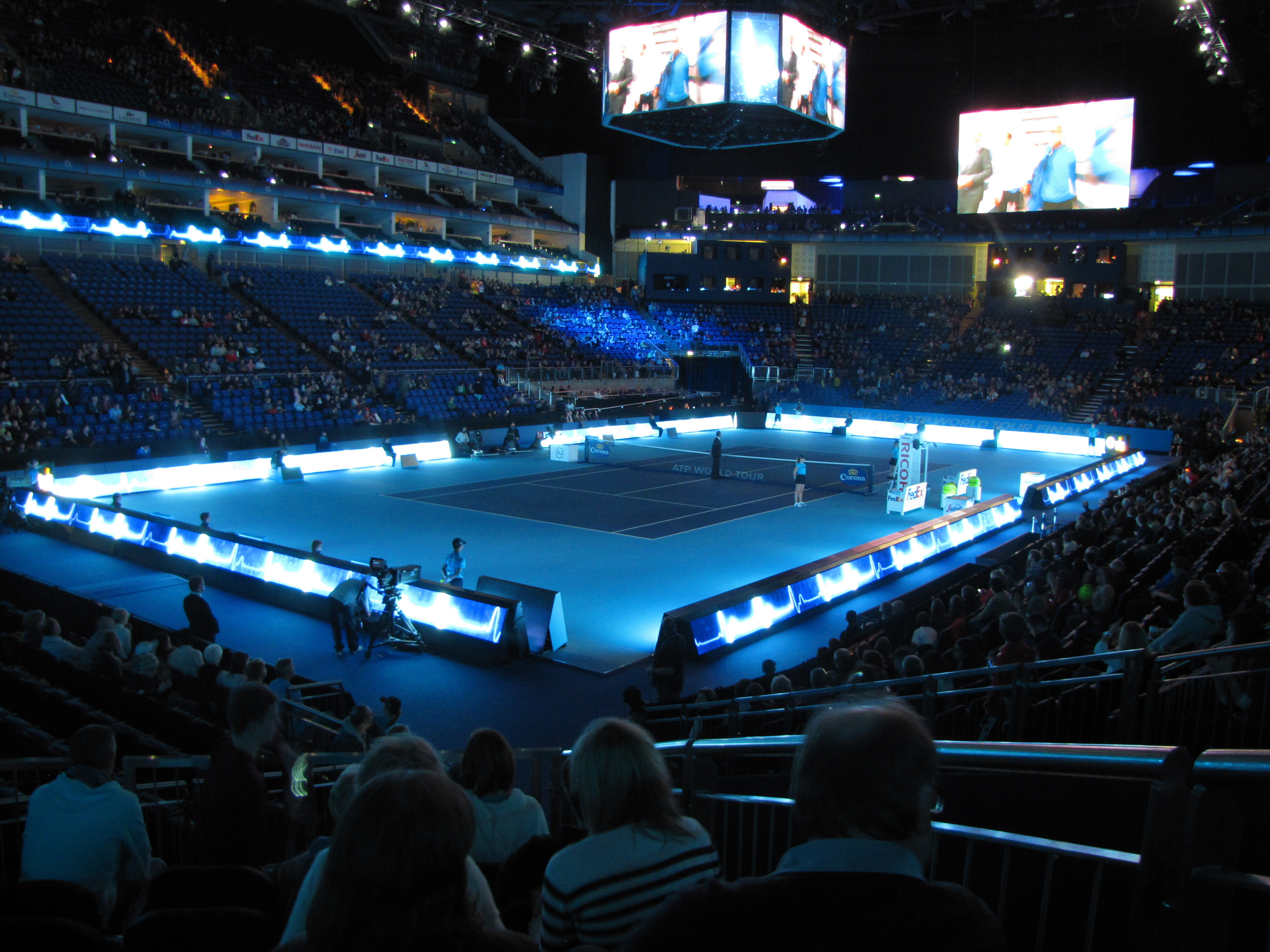
Tenisový dvorec v O_{2} aréně

Londýnská O2 Arena hostila mezi 11. až 18. listopadem 2018 čtyřicátý devátý ročník turnaje mistrů ve dvouhře a čtyřicátý čtvrtý ve čtyřhře. Událost organizovala Asociace tenisových profesionálů (ATP) jako součást okruhu ATP World Tour 2018. Jednalo se o závěrečný turnaj sezóny v kategorii ATP World Tour Finals, konaný týden po závěrečné události pro nejlepší hráče do 21 let, Next Generation ATP Finals v Miláně.

### Formát
Soutěže dvouhry se účastnilo osm tenistů, z nichž každý odehrál tři vzájemné zápasy v jedné ze dvou čtyřčlenných základních skupin. První dva tenisté z každé skupiny postoupili do semifinále, které bylo hráno vyřazovacím systémem pavouka. První ze skupin se utkali s druhými z opačných skupin. Vítězové semifinále se pak střetli ve finálovém duelu.
Soutěž čtyřhry kopírovala formát dvouhry.
Všechny zápasy dvouhry byly hrány na dva vítězné sety s uplatněním tiebreaku, včetně finále. Každé utkání čtyřhry se konalo na dva vítězné sety. Za vyrovnaného stavu sad 1:1 o vítězi rozhodl supertiebreak. Jednotlivé gamy čtyřhry neobsahovaly „výhodu“, ale po shodě vždy následoval přímý vítězný míč gamu.

### Názvy skupin
ATP počtvrté pojmenovala skupiny, v minulosti označované A a B, po předchozích vítězích turnaje. Ve dvouhrách se jednalo o Brazilce Gustava „Gugy“ Kuertena (titul 2000) a Australana Lleytona Hewitta (tituly 2001, 2002). Ve čtyřhře propůjčili skupinám jména členové párů Llodra a Santoro (titul 2005) a také Knowles a Nestor (titul 2007).

## Body a finanční odměny
| Fáze | dvouhra          | čtyřhra        | body     |
| --- | ---------------- | -------------- | -------- |
| neporažení vítězové | 2 712 000 $      | 517 000 $      | 1 500    |
| vítězové finále | ZS + 1 900 000 $ | ZS + 303 000 $ | ZS + 900 |
| vítězové semifinále | ZS + 620 000 $   | ZS + 103 000 $ | ZS + 400 |
| za výhru v základní skupině | 203 000 $        | 38 000 $       | 200      |
| startovné | 203 000 $        | 100 000 $      | —        |
| náhradníci | 110 000 $        | 38 000 $       | —        |
| Poznámky |                  |                |          |
| - částky uváděny v amerických dolarech ($) - celkový rozpočet 8 500 000 dolarů - ZS – celkové finanční odměny či body získané v základní skupině - finanční odměny ve čtyřhře uváděny na celý pár |                  |                |          |

## Dvouhra

### Kvalifikovaní hráči
| Žebříček ATP Race To London                              | Žebříček ATP Race To London | Žebříček ATP Race To London | Žebříček ATP Race To London | Žebříček ATP Race To London | Žebříček ATP Race To London |
| Pořadí                                                   | hráč                        | body                        | turnaje                     | kvalifikován                | kvalifikován                |
| -------------------------------------------------------- | --------------------------- | --------------------------- | --------------------------- | --------------------------- | --------------------------- |
| 1                                                        | Novak Djoković (SRB)        | 8 045                       | 14                          | 8. září                     | [ 8 ]                       |
| —                                                        | Rafael Nadal (ESP)          | 7 480                       | 9                           | 11. srpna                   | [ 9 ]                       |
| 2.                                                       | Roger Federer (SUI)         | 6 020                       | 10                          | 8. září                     | [ 8 ]                       |
| —                                                        | Juan Martín del Potro (ARG) | 5 300                       | 19                          | 3. října                    | [ 10 ]                      |
| 3.                                                       | Alexander Zverev (GER)      | 5 085                       | 18                          | 12. října                   | [ 11 ]                      |
| 4.                                                       | Kevin Anderson (RSA)        | 4 310                       | 20                          | 28. října                   | [ 12 ]                      |
| 5.                                                       | Marin Čilić (CRO)           | 4 050                       | 18                          | 2. listopadu                | [ 13 ]                      |
| 6.                                                       | Dominic Thiem (AUT)         | 3 895                       | 23                          | 2. listopadu                | [ 13 ]                      |
| 7.                                                       | Kei Nišikori (JPN)          | 3 390                       | 21                          | 3. listopadu                | [ 14 ]                      |
| 8.                                                       | John Isner (USA)            | 3 155                       | 22                          | 5. listopadu                | [ 15 ]                      |
| skupina Gugy Kuertena skupina Lleytona Hewitta odhlášení |                             |                             |                             |                             |                             |

### Výsledky a body
Tabulka uvádí započítané sezónní výsledky a odpovídající bodový zisk kvalifikovaných hráčů a náhradníků Turnaje mistrů. 
| ATP Race | tenista               | Grand Slam | Grand Slam | Grand Slam | Grand Slam | ATP World Tour Masters 1000 | ATP World Tour Masters 1000 | ATP World Tour Masters 1000 | ATP World Tour Masters 1000 | ATP World Tour Masters 1000 | ATP World Tour Masters 1000 | ATP World Tour Masters 1000 | ATP World Tour Masters 1000 | Nejlépe na dalších turnajích | Nejlépe na dalších turnajích | Nejlépe na dalších turnajích | Nejlépe na dalších turnajích | Nejlépe na dalších turnajích | Nejlépe na dalších turnajích | body  | turnajů | t i t u l y |
| --- | --------------------- | ---------- | ---------- | ---------- | ---------- | --------------------------- | --------------------------- | --------------------------- | --------------------------- | --------------------------- | --------------------------- | --------------------------- | --------------------------- | ---------------------------- | ---------------------------- | ---------------------------- | ---------------------------- | ---------------------------- | ---------------------------- | ----- | ------- | ----------- |
| ATP Race | tenista               | AO         | FO         | WIM        | USO        | IW                          | MI                          | MA                          | RO                          | CA                          | CI                          | ŠH                          | PA                          | 1.                           | 2.                           | 3.                           | 4.                           | 5.                           | 6.                           | body  | turnajů | t i t u l y |
| 1. | Novak Djoković        | R16 180    | QF 360     | Titul 2000 | Titul 2000 | R64 10                      | R64 10                      | R32 45                      | SF 360                      | R16 90                      | Titul 1000                  | Titul 1000                  | F 600                       | F 300                        | R16 90                       | R32 0                        | —                            | —                            | —                            | 8 045 | 15      | 4           |
| 2. | Rafael Nadal          | QF 360     | Titul 2000 | SF 720     | SF 720     | A 0                         | A 0                         | QF 180                      | Titul 1000                  | Titul 1000                  | A 0                         | A 0                         | A 0                         | Titul 1000                   | Titul 500                    | —                            | —                            | —                            | —                            | 7 480 | 9       | 5           |
| 3. | Roger Federer         | Titul 2000 | A 0        | QF 360     | R16 180    | F 600                       | R64 10                      | A 0                         | A 0                         | A 0                         | F 600                       | SF 360                      | SF 360                      | Titul 500                    | Titul 500                    | F 300                        | Titul 250                    | —                            | —                            | 6 020 | 12      | 4           |
| 4. | Juan Martín del Potro | R32 90     | SF 720     | QF 360     | F 1200     | Titul 1000                  | SF 360                      | R16 90                      | R16 90                      | A 0                         | QF 180                      | R16 90                      | R16 20                      | Titul 500                    | F 300                        | F 150                        | F 150                        | A 0†                         | A 0†                         | 5 300 | 15      | 2           |
| 5. | Alexander Zverev      | R32 90     | QF 360     | R32 90     | R32 90     | R64 10                      | F 600                       | Titul 1000                  | F 600                       | QF 180                      | R32 10                      | SF 360                      | QF 180                      | Titul 500                    | SF 360                       | Titul 250                    | SF 180                       | SF 180                       | R16 45                       | 5 085 | 20      | 3           |
| 6. | Kevin Anderson        | R128 10    | R16 180    | F 1200     | R16 180    | QF 180                      | QF 180                      | SF 360                      | R32 10                      | SF 360                      | R16 90                      | QF 180                      | R16 90                      | Titul 500                    | F 300                        | Titul 250                    | F 150                        | QF 90                        | R16 0                        | 4 310 | 21      | 2           |
| 7. | Marin Čilić           | F 1200     | QF 360     | R64 45     | QF 360     | R32 45                      | R16 90                      | A 0                         | SF 360                      | QF 180                      | SF 360                      | R32 10                      | QF 180                      | Titul 500                    | QF 180                       | SF 90                        | R16 45                       | R16 45                       | R16 0                        | 4 050 | 18      | 1           |
| 8. | Dominic Thiem         | R16 180    | F 1200     | R128 10    | QF 360     | R32 45                      | A 0                         | F 600                       | R32 10                      | R32 10                      | A 0                         | R32 10                      | SF 360                      | Titul 250                    | Titul 250                    | Titul 250                    | QF 180                       | QF 90                        | QF 90                        | 3 895 | 23      | 3           |
| 9. | Kei Nišikori          | A 0        | R16 180    | QF 360     | SF 720     | A 0                         | R32 45                      | R64 10                      | QF 180                      | R64 10                      | R32 45                      | QF 180                      | QF 180                      | F 600                        | F 300                        | F 300                        | Titul 100                    | QF 90                        | SF 90                        | 3 390 | 21      | 1           |
| 10. | John Isner            | R128 10    | R16 180    | SF 720     | QF 360     | R64 10                      | Titul 1000                  | QF 180                      | R32 10                      | R16 90                      | R64 10                      | R16 20                      | R16 90                      | Titul 250                    | SF 90                        | R16 45                       | QF 45                        | QF 45                        | A 0†                         | 3 155 | 22      | 2           |
| Náhradníci |                       |            |            |            |            |                             |                             |                             |                             |                             |                             |                             |                             |                              |                              |                              |                              |                              |                              |       |         |             |
| 11. | Karen Chačanov        | R64 45     | R16 180    | R16 180    | R32 90     | R128 10                     | R32 45                      | R64 10                      | R64 10                      | SF 360                      | R16 90                      | R32 45                      | Titul 1000                  | Titul 250                    | Titul 250                    | R16 90                       | QF 90                        | R16 45                       | R16 45                       | 2 835 | 25      | 3           |
| 12. | Borna Ćorić           | R128 10    | R32 90     | R128 10    | R16 180    | SF 360                      | QF 180                      | R16 90                      | R64 10                      | R32 45                      | R32 45                      | F 600                       | R16 90                      | Titul 500                    | QF 90                        | QF 90                        | R32 45                       | QF 45                        | R16 0                        | 2 480 | 20      | 1           |
| náhradník odhlášen z turnaje Žebříčkové body zapsané kurzivou uvádí, že hráč se nekvalifikoval (či nezískal speciální výjimku) ke startu na daném Grand Slamu či turnaji série Masters 1000 a na daném místě je tak uveden jeho další nejlepší bodový výsledek v sezóně. † – Hráči první třicítky žebříčku (Top 30) obdrželi penalizaci zápočtem 0 bodů, pokud v sezóně neodehráli alespoň čtyři turnaje kategorie ATP World Tour 500, či alespoň jeden takový turnaj po skončení US Open. |                       |            |            |            |            |                             |                             |                             |                             |                             |                             |                             |                             |                              |                              |                              |                              |                              |                              |       |         |             |
| Zdroj: ATP Rankings Race To London |                       |            |            |            |            |                             |                             |                             |                             |                             |                             |                             |                             |                              |                              |                              |                              |                              |                              |       |         |             |

| Legenda | Legenda               | Legenda | Legenda             |
| ------- | --------------------- | ------- | ------------------- |
| 0/2000  | získané body          | R128    | 128 hráčů v kole    |
| A       | neúčast na turnaji    | R64     | 64 hráčů v kole     |
| QF      | prohra ve čtvrtfinále | R32     | 32 hráčů v kole     |
| SF      | prohra v semifinále   | R16     | 16 hráčů v kole     |
| F       | prohra ve finále      | Titul   | vítězství v turnaji |

### Předešlý poměr všech vzájemných zápasů
Tabulka uvádí poměr vzájemných zápasů hráčů před Turnajem mistrů.

#### Všechny odehrané zápasy
|    |                  | Djoković | Federer | Zverev | Anderson | Čilić | Thiem | Nišikori | Isner | Celkem | Poměry |
| 1. | Novak Djoković   |          | 25–22   | 1–1    | 7–1      | 16–2  | 5–2   | 15–2     | 8–2   | 77–32  | 49–11  |
| 2. | Roger Federer    | 22–25    |         | 3–2    | 4–1      | 9–1   | 1–2   | 7–2      | 5–2   | 51–35  | 46–8   |
| 3. | Alexander Zverev | 1–1      | 2–3     |        | 4–0      | 5–1   | 2–5   | 2–1      | 4–1   | 20–12  | 54–18  |
| 4. | Kevin Anderson   | 1–7      | 1–4     | 0–4    |          | 1–6   | 6–2   | 3–5      | 4–8   | 16–36  | 45–17  |
| 5. | Marin Čilić      | 2–16     | 1–9     | 1–5    | 6–1      |       | 0–1   | 6–9      | 7–3   | 23–44  | 41–18  |
| 6. | Dominic Thiem    | 2–5      | 2–1     | 5–2    | 2–6      | 1–0   |       | 1–3      | 1–1   | 14–18  | 53–18  |
| 7. | Kei Nišikori     | 2–15     | 2–7     | 1–2    | 5–3      | 9–6   | 3–1   |          | 2–1   | 24–35  | 42–19  |
| 8. | John Isner       | 2–8      | 2–5     | 1–4    | 8–4      | 3–7   | 1–1   | 1–2      |       | 18–31  | 34–19  |

#### Zápasy odehrané na tvrdém povrchu v hale
|    |                  | Djoković | Federer | Zverev | Anderson | Čilić | Thiem | Nišikori | Isner | Celkem | Poměr |
| 1. | Novak Djoković   |          | 6–4     | 0–0    | 0–0      | 3–1   | 1–0   | 4–1      | 2–0   | 16–6   | 4–1   |
| 2. | Roger Federer    | 4–6      |         | 1–0    | 1–0      | 2–0   | 0–0   | 4–0      | 0–1   | 12–7   | 12–1  |
| 3. | Alexander Zverev | 0–0      | 0–1     |        | 0–0      | 2–0   | 0–1   | 0–0      | 0–0   | 2–2    | 6–3   |
| 4. | Kevin Anderson   | 0–0      | 0–1     | 0–0    |          | 0–0   | 1–0   | 2–2      | 0–0   | 3–3    | 11–2  |
| 5. | Marin Čilić      | 1–3      | 0–2     | 0–2    | 0–0      |       | 0–0   | 2–1      | 0–1   | 3–9    | 3–3   |
| 6. | Dominic Thiem    | 0–1      | 0–0     | 1–0    | 0–1      | 0–0   |       | 0–1      | 0–0   | 1–3    | 7–2   |
| 7. | Kei Nišikori     | 1–4      | 0–4     | 0–0    | 2–2      | 1–2   | 1–0   |          | 0–0   | 5–12   | 15–5  |
| 8. | John Isner       | 0–2      | 1–0     | 0–0    | 0–0      | 1–0   | 0–0   | 0–0      |       | 2–2    | 5–4   |

## Čtyřhra

### Kvalifikované páry
| 1.                                                            | Oliver Marach (AUT) Mate Pavić (CRO)            | 7 430 | 22 | 27. července | [ 17 ] |
| 2.                                                            | Juan Sebastián Cabal (COL) Robert Farah (COL)   | 5 830 | 20 | 29. září     | [ 18 ] |
| 3.                                                            | Łukasz Kubot (POL) Marcelo Melo (BRA)           | 5 250 | 23 | 13. října    | [ 19 ] |
| 4.                                                            | Jamie Murray (GBR) Bruno Soares (BRA)           | 4 940 | 20 | 11. října    | [ 20 ] |
| —                                                             | Bob Bryan (USA) Mike Bryan (USA)                | 4 355 | 9  | 2. srpna     | [ 21 ] |
| 5.                                                            | Mike Bryan (USA) Jack Sock (USA)                | 4 270 | 6  | 14. října    | [ 22 ] |
| 6.                                                            | Raven Klaasen (RSA) Michael Venus (NZL)         | 4 165 | 23 | 23. října    | [ 23 ] |
| 7.                                                            | Nikola Mektić (CRO) Alexander Peya (AUT)        | 3 920 | 21 | 23. října    | [ 23 ] |
| 8.                                                            | Pierre-Hugues Herbert (FRA) Nicolas Mahut (FRA) | 3 310 | 10 | 14. října    | [ 22 ] |
| skupina Knowlese a Nestora skupina Llodry a Santora odhlášení |                                                 |       |    |              |        |

### Výsledky a body
Tabulka uvádí započítané sezónní výsledky a odpovídající bodový zisk kvalifikovaných párů na Turnaji mistrů.
| ATP Race                                 | dvojice                             | Nejlepší bodový zisk z turnajů | Nejlepší bodový zisk z turnajů | Nejlepší bodový zisk z turnajů | Nejlepší bodový zisk z turnajů | Nejlepší bodový zisk z turnajů              | Nejlepší bodový zisk z turnajů | Nejlepší bodový zisk z turnajů | Nejlepší bodový zisk z turnajů | Nejlepší bodový zisk z turnajů | Nejlepší bodový zisk z turnajů | Nejlepší bodový zisk z turnajů | Nejlepší bodový zisk z turnajů | Nejlepší bodový zisk z turnajů | Nejlepší bodový zisk z turnajů | Nejlepší bodový zisk z turnajů | Nejlepší bodový zisk z turnajů | Nejlepší bodový zisk z turnajů | Nejlepší bodový zisk z turnajů | body  | turnajů | t i t u l y |
| ATP Race                                 | dvojice                             | 1.                             | 2.                             | 3.                             | 4.                             | 5.                                          | 6.                             | 7.                             | 8.                             | 9.                             | 10.                            | 11.                            | 12.                            | 13.                            | 14.                            | 15.                            | 16.                            | 17.                            | 18.                            | body  | turnajů | t i t u l y |
| ---------------------------------------- | ----------------------------------- | ------------------------------ | ------------------------------ | ------------------------------ | ------------------------------ | ------------------------------------------- | ------------------------------ | ------------------------------ | ------------------------------ | ------------------------------ | ------------------------------ | ------------------------------ | ------------------------------ | ------------------------------ | ------------------------------ | ------------------------------ | ------------------------------ | ------------------------------ | ------------------------------ | ----- | ------- | ----------- |
| 1.                                       | Oliver Marach Mate Pavić            | Titul 2000                     | F 1200                         | F 600                          | SF 360                         | SF 360                                      | SF 360                         | SF 360                         | F 300                          | F 300                          | F 300                          | Titul 250                      | Titul 250                      | Titul 250                      | QF 180                         | QF 180                         | SF 180                         | SF 180                         | QF 90                          | 7 700 | 23      | 4           |
| 2.                                       | Juan Sebastián Cabal Robert Farah   | F 1200                         | Titul 1000                     | SF 720                         | F 600                          | QF 360                                      | SF 360                         | SF 360                         | R16 180                        | QF 180                         | QF 180                         | SF 180                         | SF 180                         | F 150                          | QF 90                          | QF 45                          | QF 45                          | R16 0                          | R32 0                          | 5 830 | 21      | 1           |
| 3.                                       | Łukasz Kubot Marcelo Melo           | F 1200                         | Titul 1000                     | Titul 500                      | Titul 500                      | QF 360                                      | Titul 250                      | R16 180                        | QF 180                         | QF 180                         | QF 180                         | QF 180                         | SF 180                         | R32 90                         | QF 90                          | QF 90                          | QF 90                          | SF 90                          | SF 90                          | 5 430 | 24      | 4           |
| 4.                                       | Jamie Murray Bruno Soares           | Titul 1000                     | F 600                          | Titul 500                      | Titul 500                      | [[Wimbledon 2018 – mužská čtyřhra\|QF]] 360 | QF 360                         | SF 360                         | F 300                          | QF 180                         | SF 180                         | F 150                          | R32 90                         | R32 90                         | R16 90                         | R16 90                         | QF 90                          | R16 0                          | R16 0                          | 4 940 | 21      | 3           |
| 5.                                       | Mike Bryan Jack Sock                | Titul 2000                     | Titul 2000                     | SF 360                         | QF 180                         | QF 180                                      | QF 90                          | R16 0                          | —                              | —                              | —                              | —                              | —                              | —                              | —                              | —                              | —                              | —                              | —                              | 4 810 | 7       | 2           |
| 6.                                       | Bob Bryan Mike Bryan                | Titul 1000                     | Titul 1000                     | SF 720                         | F 600                          | F 600                                       | F 300                          | SF 90                          | QF 45                          | R16 0                          | —                              | —                              | —                              | —                              | —                              | —                              | —                              | —                              | —                              | 4 355 | 9       | 2           |
| 7.                                       | Raven Klaasen Michael Venus         | F 1200                         | F 600                          | F 300                          | Titul 250                      | R16 180                                     | QF 180                         | QF 180                         | QF 180                         | QF 180                         | QF 180                         | SF 180                         | F 150                          | R32 90                         | R16 90                         | R16 90                         | R16 90                         | QF 90                          | SF 90                          | 4 300 | 24      | 1           |
| 8.                                       | Nikola Mektić Alexander Peya        | Titul 1000                     | SF 720                         | SF 360                         | F 300                          | Titul 250                                   | R16 180                        | QF 180                         | QF 180                         | SF 180                         | SF 180                         | F 150                          | F 150                          | R32 90                         | R16 0                          | R16 0                          | R32 0                          | R16 0                          | R32 0                          | 3 920 | 21      | 2           |
| 9.                                       | Pierre-Hugues Herbert Nicolas Mahut | Titul 2000                     | Titul 500                      | SF 360                         | R16 180                        | QF 180                                      | R32 90                         | R32 90                         | R16 90                         | R16 0                          | R16 0                          | R16 0                          | —                              | —                              | —                              | —                              | —                              | —                              | —                              | 3 490 | 11      | 2           |
| Náhradníci                               |                                     |                                |                                |                                |                                |                                             |                                |                                |                                |                                |                                |                                |                                |                                |                                |                                |                                |                                |                                |       |         |             |
| 10.                                      | Henri Kontinen John Peers           | Titul 1000                     | Titul 500                      | QF 360                         | Titul 250                      | QF 180                                      | QF 180                         | R32 90                         | R32 90                         | R16 90                         | R16 0                          | R16 0                          | R16 0                          | R16 0                          | R16 0                          | R64 0                          | R16 0                          | R16 0                          | R16 0                          | 2 740 | 20      | 3           |
| 11.                                      | Jean-Julien Rojer Horia Tecău       | F 600                          | Titul 500                      | SF 360                         | Titul 250                      | QF 180                                      | SF 180                         | R32 90                         | R32 90                         | R16 90                         | R16 90                         | R16 90                         | QF 90                          | SF 90                          | R16 0                          | R16 0                          | —                              | —                              | —                              | 2 700 | 15      | 2           |
| Zdroj: Rankings - Doubles Race to London |                                     |                                |                                |                                |                                |                                             |                                |                                |                                |                                |                                |                                |                                |                                |                                |                                |                                |                                |                                |       |         |             |

### Předešlý poměr všech vzájemných zápasů
Tabulka uvádí poměr vzájemných zápasů párů před Turnajem mistrů.

#### Všechny odehrané zápasy
|    |                                     | Marach Pavić | Cabal Farah | Kubot Melo | Murray Soares | Bryan Sock | Klaasen Venus | Mektić Peya | Herbert Mahut | Celkem |       |
| 1. | Oliver Marach Mate Pavić            |              | 2–0         | 0–3        | 1–2           | 0–0        | 0–1           | 0–2         | 0–3           | 3–11   | 51–17 |
| 2. | Juan Sebastián Cabal Robert Farah   | 0–2          |             | 4–2        | 2–4           | 0–1        | 0–2           | 1–2         | 1–3           | 8–16   | 37–21 |
| 3. | Łukasz Kubot Marcelo Melo           | 3–0          | 2–4         |            | 4–3           | 0–1        | 3–1           | 0–1         | 1–0           | 13–10  | 39–20 |
| 4. | Jamie Murray Bruno Soares           | 2–1          | 4–2         | 3–4        |               | 0–0        | 2–1           | 1–1         | 2–2           | 14–11  | 37–18 |
| 5. | Mike Bryan Jack Sock                | 0–0          | 1–0         | 1–0        | 0–0           |            | 1–1           | 0–0         | 1–0           | 4–1    | 16–5  |
| 6. | Raven Klaasen Michael Venus         | 1–0          | 2–0         | 1–3        | 1–2           | 1–1        |               | 0–2         | 0–0           | 6–8    | 38–23 |
| 7. | Nikola Mektić Alexander Peya        | 2–0          | 2–1         | 1–0        | 1–1           | 0–0        | 2–0           |             | 0–1           | 8–3    | 36–18 |
| 8. | Pierre-Hugues Herbert Nicolas Mahut | 3–0          | 3–1         | 0–1        | 2–2           | 0–1        | 0–0           | 1–0         |               | 9–5    | 20–9  |

## Harmonogram zápasů
| Zápasy                   | Zápasy                 | Zápasy                     | Zápasy                                  | Zápasy                                  | Zápasy                 |
| Program                  | fáze                   | fáze                       | vítězové                                | poražení                                | výsledek               |
| 1. den – 11. listopadu   | 1. den – 11. listopadu | 1. den – 11. listopadu     | 1. den – 11. listopadu                  | 1. den – 11. listopadu                  | 1. den – 11. listopadu |
| ------------------------ | ---------------------- | -------------------------- | --------------------------------------- | --------------------------------------- | ---------------------- |
| Odpoledne                | Č                      | skupina Llodry a Santora   | Jamie Murray Bruno Soares [4]           | Raven Klaasen Michael Venus [6]         | 7–6(7–5), 4–6, [10–5]  |
| Odpoledne                | D                      | skupina Lleytona Hewitta   | Kevin Anderson [4]                      | Dominic Thiem [6]                       | 6–3, 7–6(12–10)        |
| Večer                    | Č                      | skupina Llodry a Santora   | Juan Sebastián Cabal Robert Farah [2]   | Nikola Mektić Alexander Peya [7]        | 6–3, 6–4               |
| Večer                    | D                      | skupina Lleytona Hewitta   | Kei Nišikori [7]                        | Roger Federer [2]                       | 7–6(7–4), 6–3          |
| 2. den – 12. listopadu   |                        |                            |                                         |                                         |                        |
| Odpoledne                | Č                      | skupina Knowlese a Nestora | Oliver Marach Mate Pavić [1]            | Pierre-Hugues Herbert Nicolas Mahut [8] | 6–4, 7–6(7–3)          |
| Odpoledne                | D                      | skupina Gugy Kuertena      | Alexander Zverev [3]                    | Marin Čilić [5]                         | 7–6(7–5), 7–6(7–1)     |
| Večer                    | Č                      | skupina Knowlese a Nestora | Mike Bryan Jack Sock [5]                | Łukasz Kubot Marcelo Melo [3]           | 6–3, 7–6(7–5)          |
| Večer                    | D                      | skupina Gugy Kuertena      | Novak Djoković [1]                      | John Isner [8]                          | 6–4, 6–3               |
| 3. den – 13. listopadu   |                        |                            |                                         |                                         |                        |
| Odpoledne                | Č                      | skupina Llodry a Santora   | Raven Klaasen Michael Venus [6]         | Nikola Mektić Alexander Peya [7]        | 7–6(7–5), 7–6(7–5)     |
| Odpoledne                | D                      | skupina Lleytona Hewitta   | Kevin Anderson [4]                      | Kei Nišikori [7]                        | 6–0, 6–1               |
| Večer                    | Č                      | skupina Llodry a Santora   | Jamie Murray Bruno Soares [4]           | Juan Sebastián Cabal Robert Farah [2]   | 6–4, 6–3               |
| Večer                    | D                      | skupina Lleytona Hewitta   | Roger Federer [2]                       | Dominic Thiem [6]                       | 6–2, 6–3               |
| 4. den – 14. listopadu   |                        |                            |                                         |                                         |                        |
| Odpoledne                | Č                      | skupina Knowlese a Nestora | Mike Bryan Jack Sock [5]                | Oliver Marach Mate Pavić [1]            | 6–4, 7–6(7–4)          |
| Odpoledne                | D                      | skupina Gugy Kuertena      | Novak Djoković [1]                      | Alexander Zverev [3]                    | 6–4, 6–1               |
| Večer                    | Č                      | skupina Knowlese a Nestora | Pierre-Hugues Herbert Nicolas Mahut [8] | Łukasz Kubot Marcelo Melo [3]           | 6–2, 6–4               |
| Večer                    | D                      | skupina Gugy Kuertena      | Marin Čilić [5]                         | John Isner [8]                          | 6–7(2–7), 6–3, 6–4     |
| 5. den – 15. listopadu   |                        |                            |                                         |                                         |                        |
| Odpoledne                | Č                      | skupina Llodry a Santora   | Jamie Murray Bruno Soares [4]           | Henri Kontinen John Peers [9/Alt]       | 3–6, 7–6(7–3), [10–3]  |
| Odpoledne                | D                      | skupina Lleytona Hewitta   | Dominic Thiem [6]                       | Kei Nišikori [7]                        | 6–1, 6–4               |
| Večer                    | Č                      | skupina Llodry a Santora   | Juan Sebastián Cabal Robert Farah [2]   | Raven Klaasen Michael Venus [6]         | 6–3, 7–6(7–5)          |
| Večer                    | D                      | skupina Lleytona Hewitta   | Roger Federer [2]                       | Kevin Anderson [4]                      | 6–4, 6–3               |
| 6. den – 16. listopadu   |                        |                            |                                         |                                         |                        |
| Odpoledne                | Č                      | skupina Knowlese a Nestora | Łukasz Kubot Marcelo Melo [3]           | Oliver Marach Mate Pavić [1]            | 7–6(7–4), 6–4          |
| Odpoledne                | D                      | skupina Gugy Kuertena      | Alexander Zverev [3]                    | John Isner [8]                          | 7–6(7–5), 6–3          |
| Večer                    | Č                      | skupina Knowlese a Nestora | Pierre-Hugues Herbert Nicolas Mahut [8] | Mike Bryan Jack Sock [5]                | 6–2, 6–2               |
| Večer                    | D                      | skupina Gugy Kuertena      | Novak Djoković [1]                      | Marin Čilić [5]                         | 7–6(9–7), 6–2          |
| 7. den – 17. listopadu   |                        |                            |                                         |                                         |                        |
| Odpoledne                | semifinále čtyřhry     | semifinále čtyřhry         | Mike Bryan Jack Sock [5]                | Jamie Murray Bruno Soares [4]           | 6–3, 4–6, [10–4]       |
| Odpoledne                | semifinále dvouhry     | semifinále dvouhry         | Alexander Zverev [3]                    | Roger Federer [2]                       | 7–5, 7–6(7–5)          |
| Večer                    | semifinále čtyřhry     | semifinále čtyřhry         | Pierre-Hugues Herbert Nicolas Mahut [8] | Juan Sebastián Cabal Robert Farah [2]   | 6–3, 5–7, [10–5]       |
| Večer                    | semifinále dvouhry     | semifinále dvouhry         | Novak Djoković [1]                      | Kevin Anderson [4]                      | 6–2, 6–2               |
| 8. den – 18. listopadu   |                        |                            |                                         |                                         |                        |
| Odpoledne                | finále čtyřhry         | finále čtyřhry             | Mike Bryan Jack Sock [5]                | Pierre-Hugues Herbert Nicolas Mahut [8] | 5–7, 6–1, [13–11]      |
| Odpoledne                | finále dvouhry         | finále dvouhry             | Alexander Zverev [3]                    | Novak Djoković [1]                      | 6–4, 6–3               |
| D – dvouhra, Č – čtyřhra |                        |                            |                                         |                                         |                        |